# Parque estatal de la costa del norte

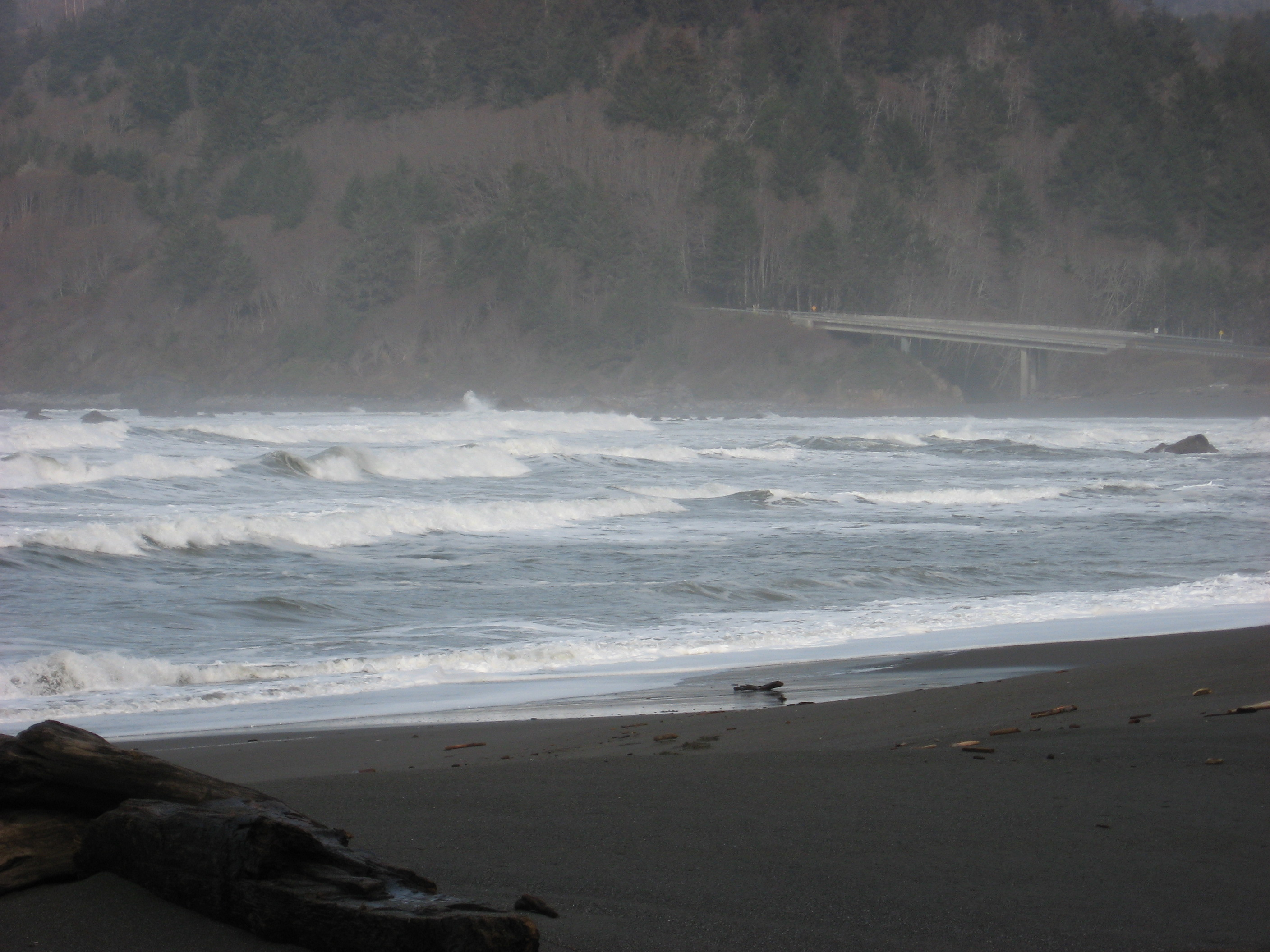
Costa norte de California.

El Parque estatal de la costa del norte (en inglés: Del Norte Coast Redwoods State Park) es un parque estatal del norte de California, (Estados Unidos) que forma parte del complejo natural Parque nacional Redwood. Protege un bosque primario de secuoyas rojas e incluye 13 km de costa salvaje del Océano Pacífico.  El parque fue significativamente expandido en 2002 con la adición de 10,000 ha de Mill Creek. Originalmente establecido en 1925, el parque tiene ahora 12,651 ha. Fue designado Reserva de Biosfera Internacional en 1983.

## Propuesta de clausura
Una propuesta para cerrar una porción de este parque lo colocó en la lista de los 48 parques estatales de California propuestos para su clausura en enero de 2008 por el Gobernador Arnold Schwarzenegger por un programa de reducción del déficit. La decisión contribuyó a una protesta pública. Aun así, en mayo de 2011 el parque seguía siendo uno de los 70 parques estatales que acechaban con su clausura.  En octubre de 2011 el Servicio de Parques Nacionales apalabró provisionalmente llevar a cabo la administración del parque por un año.